# Al-Waqf al-Islāmī fī Īṭāliya
L'associazione al-Waqf al-Islāmī fī Īṭāliya, ovvero Ente di Gestione dei Beni Islamici in Italia, è un'associazione registrata con statuto ad Ancona nel 1989.
È una associazione fondata dai primi immigrati musulmani giunti in Italia negli anni settanta. Lo scopo dell'associazione è di raccogliere le proprietà che i musulmani acquistano come luoghi di culto delle associazioni musulmane aperte al pubblico. L'associazione, da statuto, è autorizzata a mettere a proprio nome gli immobili che i musulmani acquistano, con raccolte pubbliche di fondi dai privati musulmani, destinati alle attività di assistenza spirituale e sociale, aperte al pubblico. Sempre da statuto, l'Associazione fa in modo che questo bene rimanga pubblico per i musulmani e non diventi mai un bene privato dei gestori momentanei del bene o ai loro eredi.
L'associazione al-Waqf al-Islami è aderente all'Unione delle Comunità ed Organizzazioni Islamiche in Italia (UCOII), come associazione islamica specializzata. 
Tra gli altri luoghi, è proprietaria della prima Moschea costruita con architettura rituale (cupola e minareto) in Italia, ovvero la Moschea Al Rahman (il Misericordioso), inaugurata a Milano nel 1989.
L'associazione al-Waqf al-Islami non è un vero waqf, istituto di diritto islamico, ma una semplice associazione di diritto italiano. Anche per queste ragioni è stata accusata da altre associazioni islamiche di essere lo strumento dell'UCOII per ottenere il controllo politico sulle moschee e centri culturali islamici in Italia.